# Don Luigi Sturzo (miniserie televisiva)
Don Luigi Sturzo è una miniserie televisiva italiana, prodotta nel 1981 e diretta da Giovanni Fago. 
La miniserie è dedicata alla biografia del sacerdote Luigi Sturzo, fondatore del Partito Popolare, interpretato da Flavio Bucci.

## Trama
La miniserie ripercorre la vita di Don Luigi Sturzo, sacerdote siciliano e fondatore del Partito Popolare Italiano, figura chiave della politica e della società italiana del XX secolo.  
La narrazione inizia nella Sicilia di fine Ottocento, dove il giovane Luigi Sturzo manifesta sin da subito una profonda vocazione religiosa e un forte senso di giustizia sociale. Ordinato sacerdote, si confronta con le difficili condizioni della popolazione contadina, oppressa dai latifondisti e priva di rappresentanza politica. Animato da ideali di solidarietà cristiana e riformismo, si dedica all’istruzione e all’organizzazione sociale, fondando cooperative e associazioni cattoliche per migliorare le condizioni di vita dei più deboli.  
Con l’avvento del XX secolo, Don Sturzo comprende che per contrastare le ingiustizie e dare voce ai cattolici è necessario entrare in politica. Nel 1919, dopo il Patto Gentiloni e la fine del non expedit imposto dalla Chiesa, fonda il Partito Popolare Italiano, un movimento ispirato ai valori cristiani ma autonomo rispetto al Vaticano. Il successo del partito lo porta a scontrarsi con le forze politiche tradizionali e, con l'ascesa del fascismo, diventa un bersaglio del regime.  
Costretto all’esilio nel 1924, Sturzo lascia l’Italia e trascorre oltre vent’anni tra Londra e New York, continuando la sua battaglia per la democrazia e la libertà attraverso scritti e conferenze. Durante la Seconda guerra mondiale, assiste da lontano alla caduta del fascismo e alla rinascita politica dell’Italia.  
Nel 1946, con la fine della guerra, rientra in patria ma trova una realtà politica profondamente cambiata. La Democrazia Cristiana, erede del suo Partito Popolare, ha preso il potere, ma Sturzo ne è ormai ai margini. Pur senza incarichi di governo, continua la sua attività di intellettuale e scrittore, difendendo i valori della democrazia cristiana fino alla morte nel 1959.  
La miniserie si conclude con un ritratto toccante di Don Sturzo come uomo di fede e politico scomodo, un protagonista fondamentale della storia italiana che, pur non avendo mai ricoperto cariche istituzionali, ha lasciato un segno indelebile nella costruzione della democrazia nel Paese.  